# Grado (polinomio)
En álgebra, el grado de un polinomio es el grado máximo de los exponentes de las variables de los monomios que lo componen. Cada grado tiene básicamente el mismo significado cuando se refiere a un polinomio o a una ecuación algebraica.

## Grado de un polinomio
Dado un polinomio {\displaystyle P} en una cierta variable {\displaystyle x}, su grado es el máximo de los exponentes de {\displaystyle x} en los distintos monomios del polinomio. Se suele denotar como {\displaystyle \mathrm {gr} [P(x)]}, y se puede omitir la variable si no hay posibilidad de confusión. Ejemplo:

{\displaystyle P(x)=x^{5}+4x^{3}-x^{7}+x+6x^{2}-5\quad \Rightarrow \quad \mathrm {gr} (P)=7\quad [=\mathrm {gr} (-x^{7})]}

"La misma definición se aplica en este caso pero solo cumpliendo las siguientes condiciones: el grado de un polinomio es el máximo de los grados de sus monomios.

Ejemplo: {\displaystyle Q(x,y,z)=2x^{2}yz+4x^{3}y^{2}-z+7x+6y^{2}z^{4}-5\quad \Rightarrow \quad \mathrm {gr} (Q)=6\quad [=\mathrm {gr} (6y^{2}z^{4})]}

Las definiciones anteriores no se aplican directamente a polinomios en los que no aparecen explícitamente la variable. Si un polinomio es simplemente una constante numérica su grado se define como 0 (o {\displaystyle \scriptstyle -\infty } para el polinomio nulo):

{\displaystyle P(x)=a_{0}\in \mathbb {R} \Rightarrow \qquad {\begin{cases}a_{0}=0&{\mbox{gr}}(P)=-\infty \\a\neq 0&{\mbox{gr}}(P)=0\end{cases}}}

Esta última definición se hace así para mantener la coherencia en las siguientes propiedades del grado:

{\displaystyle {\mbox{gr}}(P\cdot Q)={\mbox{gr}}(P)+{\mbox{gr}}(Q),\qquad {\mbox{gr}}(P\pm Q)\leq \max({\mbox{gr}}(P),{\mbox{gr}}(Q))}

## Grados absolutos y relativos
El grado de un polinomio es el término o monomio que compone el polinomio. El grado de un monomio se determina sumando el exponente de todas las variables algebraicas del monomio. El grado relativo del monomio se refiere al exponente de cada una de las variables. Ambos grados son literales.
Por ejemplo, el grado absoluto del término {\displaystyle 23a^{2}b^{3}c^{3}} es 3+3+2 = 8; los grados relativos de las variables {\displaystyle a}, {\displaystyle b} y {\displaystyle c} son 2, 3 y 3 respectivamente.

## Ejemplos

### Ecuaciones con una sola incógnita
Una ecuación algebraica con una incógnita es una igualdad entre dos miembros (los dos lados del signo "=") son polinomios. Por ejemplo: {\displaystyle 2x^{3}+6x-4=1-x^{2}} es una ecuación algebraica de grado tres, que lleva la {\displaystyle x} al Cubo. El grado de una ecuación es el mayor de todos los exponentes a los que está elevada la incógnita.

### Ecuaciones con varias incógnitas
Cuando tenemos una ecuación algebraica con varias incógnitas, se estudia el grado de distinta manera. Un monomio es un producto de incógnitas, multiplicadas a su vez por números. Por ejemplo, {\displaystyle xy} es un monomio, porque sería la multiplicación de las incógnitas {\displaystyle x} e {\displaystyle y}, y a su vez está multiplicado todo por 1 (que no se pone porque multiplicar por 1 es como no hacer nada). Otro ejemplo de monomio sería {\displaystyle -{\frac {7}{3}}x^{3}y^{2}z^{6}}. Aquí las incógnitas son {\displaystyle x}, {\displaystyle y}, {\displaystyle z}, se multiplican así: la {\displaystyle x} se multiplica tres veces a sí misma (porque {\displaystyle x^{3}=x\cdot x\cdot x}), la {\displaystyle y} se multiplica dos veces a sí misma, la {\displaystyle z} se multiplica seis veces a sí misma, finalmente se multiplica todo por el número {\displaystyle -{\frac {7}{3}}}.
Para calcular el grado de una ecuación con varias incógnitas, antes hemos de calcular los grados de cada uno de los monomios que aparecen en la ecuación. El grado de un monomio se calcula sumando los exponentes de las incógnitas que aparecen en el monomio. Por ejemplo, el grado del monomio {\displaystyle xy} es 2, porque es la suma del exponente de {\displaystyle x} (que es 1, porque {\displaystyle x=x^{1}}) y del exponente de {\displaystyle y} (que también es 1). El grado del monomio {\displaystyle {\frac {7}{3}}x^{3}y^{2}z^{6}} es 11, que es la suma de los exponentes.///de {\displaystyle x} {\displaystyle y} {\displaystyle z}./// Nótese que el grado del monomio {\displaystyle 5x^{2}} sería 2, o sea, sería el exponente de la incógnita, y que siempre podemos considerar que en un monomio aparecen todas las incógnitas que hay en la ecuación, con sólo considerar que están elevadas al exponente 0. Por ejemplo, en la ecuación {\displaystyle xy-13y^{3}=4} los monomios son {\displaystyle xy} (aparecen las dos incógnitas de la ecuación, y su grado es 2), {\displaystyle -13y^{3}} (aparece solo la incógnita {\displaystyle y}, pero podemos considerar que aparece también {\displaystyle x} con exponente 0, puesto que {\displaystyle x^{0}=1}) y {\displaystyle 4} (no aparecen ni {\displaystyle x} ni {\displaystyle y}, pero podemos considerar que aparecen como {\displaystyle x^{0}y^{0}}). Así, podemos ver la ecuación como {\displaystyle xy-13x^{0}y^{3}=4x^{0}y^{0}}. Esto no cambia el grado de ninguno de los monomios. El monomio 4 tiene entonces grado 0.
Ahora estamos en condiciones de calcular el grado de una ecuación de varias incógnitas. Este es el mayor de los grados de todos los monomios que aparecen en la ecuación. Por ejemplo, en la ecuación {\displaystyle xy-13y^{3}=4} el grado es 3, que es el grado más grande entre los grados de todos los monomios de la ecuación (que son 2, 3 y 0).
Es fácil ver que el grado de una ecuación con una incógnita no es otra cosa que un caso particular del grado de una ecuación con varias incógnitas.3
En otros textos es posible ver el grado denotado como {\displaystyle \delta P} o {\displaystyle \partial P}